# کاوله (روستا)
 کاوله  به عربی ( کَاولَة )، روستایی است در دهستان مُسْتبا از توابع استان حَجّه در کشور یمن در شبه جزیره عربستان.

## جمعیت
جمعیت آن ( ۵۰) نفر (۷ خانوار) می‌باشد.